# Maria Ouspenskaya

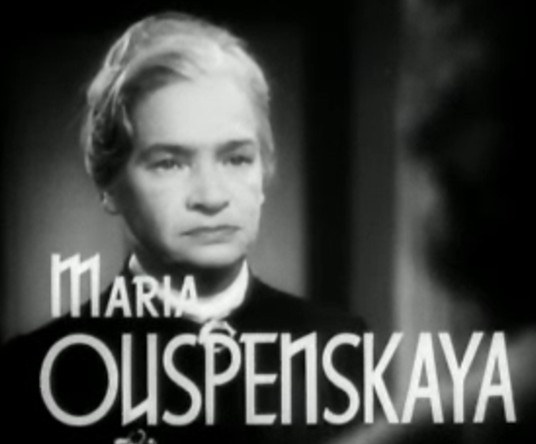
Maria Ouspenskaya i trailern till Dimmornas bro (1940).

Maria Ouspenskaya (ryska: Мария Алексеевна Успенская, Marija Aleksejevna Uspenskaja), född 29 juli 1876 i Tula, Kejsardömet Ryssland, död 3 december 1949 i Los Angeles, Kalifornien, var en rysk skådespelare.
Hon nominerades två gånger för en Oscar för bästa kvinnliga biroll, i filmerna Varför byta männen hustru? (1936) och Det handlar om kärlek... (1939).

## Filmografi, urval
- 1936 – Varför byta männen hustru?
- 1937 – Marie Walewska
- 1939 – Det handlar om kärlek...
- 1940 – Dimmornas bro
- 1940 – Doktor Ehrlich
- 1940 – Flykt undan våldet
- 1941 – Varulven
- 1942 – Ringar på vattnet
- 1949 – En kyss i mörkret